# Rasoir droit
 (juin 2023).
Si vous disposez d'ouvrages ou d'articles de référence ou si vous connaissez des sites web de qualité traitant du thème abordé ici, merci de compléter l'article en donnant les références utiles à sa vérifiabilité et en les liant à la section « Notes et références ».

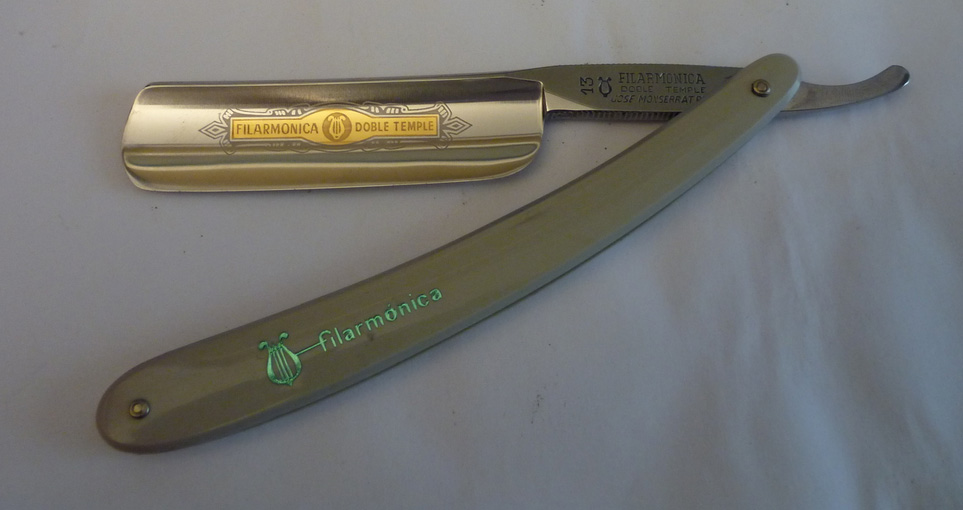
Le « coupe-choux ».

Un rasoir droit est un rasoir à lame fixe parfois interchangeable (selon les modèles), qui se replie dans la châsse (le manche) ; il est aussi appelé sabre, rasoir ouvert et, plus familièrement, « coupe-choux ».
En raison du succès des rasoirs de sûreté ou à lame jetable (qui utilisent des lames uniques à double tranchant ou des cartouches multi-lames) ainsi que des rasoirs électriques dans les pays développés, l'utilisation du sabre y est rare. Les barbiers et les coiffeurs en ont toujours besoin bien que, pour des raisons d'hygiène, ils utilisent essentiellement des modèles à lames jetables. Le sabre nécessite, par ailleurs, un affilage régulier sur le cuir et, à l'occasion, un affûtage sur une pierre à aiguiser.
Le rasage au sabre nécessite toutefois un court apprentissage et une certaine dextérité car sa lame ouverte peut sérieusement entailler la peau. Le temps de rasage est plus long que pour les autres types de rasoirs (environ 30 à 40 minutes pour un débutant, se réduisant progressivement à 12 à 15 minutes pour un usager régulier[réf. nécessaire]).

## Origine
À l'origine, l'expression « coupe-choux » désignait un sabre court utilisé autrefois dans l'infanterie.

## Description
La largeur de la lame d'un sabre est donnée en huitièmes de pouce. Les lames vont ainsi de 3/8 (0,9 cm ou 9,525 mm), 4/8 (1,3 cm ou 12,7 mm, pour les cheveux), 5/8 (1,6 cm ou 15,875 mm), 6/8 (1,9 cm ou 19,05 mm), 7/8 (2,2 cm ou 22,225 mm) à 8/8 (2,5 cm ou 25,4 mm, rares et difficiles à manier) mais certaines réalisations artisanales ou limitées peuvent aller bien au-delà. 
Pour la barbe, la largeur normale est 5/8 ou parfois 6/8.
Il existe aussi des demi-taille exprimées en 1/16 de pouce, soit 1,58 mm.
La longueur des lames varie entre 7 et 9 cm.
Selon le type de travail à effectuer, le choix de la largeur de lame sera différent. Une lame de faible largeur (3/8 par exemple) favorise un travail de précision par sa légèreté mais est moins tranchante qu'une lame plus large (8/8 par exemple).
Elles sont généralement en acier trempé ou - plus rarement - en acier inoxydable. Elles peuvent être partiellement ou totalement évidées (« chantantes » ou « sonnantes », surnom attribué dû au bruit émis lors d'une utilisation dextre et rapide pour raser, ce bruit permettant à l'utilisateur de s'assurer du bon usage du tranchant, vitesse et angle pour les alléger et en aider l'usage.

## Méthode de rasage
Il faut d'abord préparer la peau au rasage. Pour cela, il est possible de se raser après une douche ou un bain, ou encore d'appliquer des serviettes mouillées chaudes sur le visage, comme il est de coutume chez les barbiers.
Ensuite vient l'application du savon à barbe à l'aide d'un blaireau. Il est aussi possible d'utiliser de la mousse à raser. Certains barbiers travaillent sans faire usage de savon.
D'ordinaire, le rasoir se tient par la soie, le pouce en face de l'index et du majeur, l'annulaire s'appuyant sur le crochet, permettant ainsi une meilleure prise en main de la lame. La position de la main varie en fonction des passages et des habitudes de l'utilisateur.
Le premier passage se fait dans le sens du poil, avec un angle d'environ 30° entre la lame et la peau. Il est possible d'effectuer un deuxième passage en travers du poil et un troisième passage à rebrousse-poil. Le nombre de passages dépend de la dureté du poil et de l'exigence de l'utilisateur.
L'utilisation d'une pierre d'alun ou d'un autre après-rasage est recommandée pour son action apaisante sur le feu du rasoir et coagulante sur les éventuelles estafilades (coupures).

## Entretien
L'affilage sur le cuir est obligatoire avant toute utilisation. Un aiguisage sur la pierre, qui peut être réalisé par un spécialiste des rasoirs droits, devient alors nécessaire entre environ une fois par an à une fois tous les deux ans, selon la fréquence de rasage, la dureté du poil de l'utilisateur et la qualité du rasoir utilisé.

## Les utilisateurs de sabres
Les professionnels (coiffeurs) font essentiellement usage des modèles purement fonctionnels, à châsse en plastique et à lames jetables (type shavette).
Les beaux modèles de sabres sont des objets de haute qualité, de fabrication artisanale. On en trouve avec une châsse en différents bois précieux, en ivoire, en os ou en corne d'animaux (buffle). La lame est souvent ornée aux couleurs du fabricant. Ils sont surtout utilisés par des particuliers pour différentes raisons :
- la qualité du rasage : comme la lame peut être utilisée comme on le souhaite, sans les limites imposées par les rasoirs de sécurité et les rasoirs électriques, le sabre permet un rasage au plus près, dit "de frais". Certains, notamment dans la tradition italienne, utilisent des miroirs spéciaux pour s'en assurer ;
- le choix d'utiliser un rasoir haut de gamme, par opposition aux modèles en plastique que l'on trouve dans les supermarchés ;
- la tradition : comme le sabre a une durée de vie très longue (sur plusieurs générations), il se transmet au sein d'une même famille ;
- la satisfaction de savoir réaliser une opération exigeant plus d'habileté qu'un rasage électrique ou au rasoir "de sécurité" moderne ;
- l'écologie : l'absence de parties jetables signifie que la production de déchets est quasi nulle ;
- l'économie, pour la même raison (le prix des lames de rasoir jetables est assez élevé) ;
- un certain soin de soi, ce type de rasage abîmant moins la peau, selon les dires de ses adeptes, et certains savons à barbe traditionnels étant de vrais cosmétiques.

## Acheter un sabre
Les derniers grands fabricants sont Thiers Issard et Gentleman Barbier en France, Dovo, Giesen & Forsthoff, Wacker, Revisor, Puma, Böker en Allemagne, Hart Steel aux ÉUA. Des rasoirs personnalisés peuvent être conçus par des artisans. En France, on les trouve dans les coutelleries spécialisées dans le rasage et même chez certains barbiers.
Les modèles neufs étant généralement classés comme des haut-de-gamme, il faut compter entre 80 € et 120 € (de qualité à partir de 150 €) pour s'en procurer. On en trouve facilement à bon marché dans les brocantes et sur les sites web de vente aux enchères. 
Il est néanmoins possible de trouver des trousses comprenant un cuir et un rasoir, neuf et de bonne qualité, aux alentours de 100 euros.
Un rasoir neuf n'est normalement pas prêt à raser : il est affûté, mais non affilé. Avant tout rasage, il convient de le passer assez longuement au cuir enduit de pâte à rasoir, puis au cuir nu.
Il existe un marché d'occasion assez large entre les amateurs de rasoir droit, ce qui permet au débutant d'en récupérer prêts à l'usage, sans la contrainte sus-citée.

## Histoire
Si certaines sources mentionnent que le coupe-choux à lame d'acier aurait fait son apparition au Royaume-Uni - à Sheffield, plus précisément - en 1680, les modèles à lame pliante apparaissant à partir de 1814.
Une coutume ancienne consistait à utiliser un sabre différent par jour de la semaine afin de laisser les autres reposer après l'affûtage. Les sept sabres, présentés dans un luxueux coffret appelé semainier, étaient la version très haut de gamme de l'instrument de rasage. Un autre accessoire complémentaire traditionnel est l'étui en cuir, notamment pour le voyage.
L'art de se raser soi-même s'appelle la « pogonotomie ». Si cette possibilité est vue comme une évidence de nos jours, il était cependant normal, jusqu'au milieu du XXe siècle, de se faire raser par un barbier ou, pour les plus riches, par ses domestiques.

## Sources
1. ↑  Centre National de Ressources Textuelles et Lexicales
2. ↑  Les inventions qui ont changé le monde, Édition Sélection du reader's digest, 1982  (ISBN 2-7098-0101-9)